# John Hurford Stone
Pour les articles homonymes, voir John Stone et Stone.
John Hurford Stone (1763–1818) est un homme politique radical et éditeur britannique, qui passe la majeure partie de sa vie en France.

## Biographie
Stone est né à Taunton, dans le Somerset. Après la mort de son père, il s'installe chez son oncle, William Hurford, un marchand de charbon de Londres. Avec son frère cadet William, il reprend l'affaire de son oncle après la mort de celui-ci. Il se lie d'amitié avec Joseph Priestley dans l'Église de Richard Price à Hackney. Il devient membre de la London Revolution Society ; en février 1792, il propose son aide à Talleyrand pour obtenir la neutralité britannique dans les guerres révolutionnaires. Avec sa femme, il quitte l'Angleterre pour la France en avril et intègre la communauté des expatriés britanniques, au sein de laquelle il noue une liaison amoureuse avec Helen Maria Williams. Bien qu'attristé par les massacres de Septembre, il estime que la violence est nécessaire et célèbre les victoires françaises. Stone ouvre l'Imprimerie anglaise, qui publie Joel Barlow (The Vision of Columbus). Il est arrêté avec sa femme en vertu du décret du 9 octobre 1793. Durant la phase de Terreur, il paie 12 000 francs pour aider le mari de Stéphanie de Genlis à s'échapper de prison, mais elle refuse plus tard de rembourser sa dette. En avril 1794, Stone est dénoncé comme agent de William Pitt mais il est libéré en échange de son exil de France. Le couple s'enfuit en Suisse où se trouve aussi Helen Maria Williams. En juin, il est autorisé à revenir en France pour obtenir le divorce. Pendant cette période troublée, Stone continue d'écrire des lettres à son frère William, qui est accusé de trahison en 1796 sur la base de cette correspondance. Après la Terreur, Stone et Helen Maria Williams retournent ensemble à Paris. En 1798, William Cobbett publie les lettres que Stone écrit à Priestley. Son imprimerie publie des œuvres de Thomas Paine, Thomas Jefferson ou Constantin Volney. Elle fait faillite en 1812 et Stone meurt le 22 mai 1818. Il est enterré le lendemain au cimetière du Père-Lachaise (39e division) à Paris.